# Pompier en Allemagne

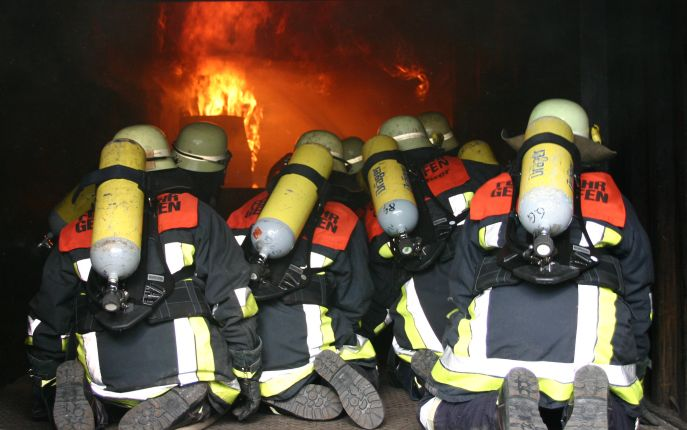
Pompiers allemands

En Allemagne, les pompiers peuvent être appelés en composant le « 112 » sur un téléphone.
Le domaine d'intervention des pompiers est déterminé par les lois des 16 Länder (Etats fédérés) mais leur organisation repose sur le Feuerwehr-Dienstvorschrift—FwDV (prescription pour les services d'incendie).

## Histoire
Le premier corps de pompiers allemand fut créé en 1854 au centre de Berlin, au 13/14 de la Großen Hamburger Straße (grande rue de Hambourg). Il était équipé initialement de voitures à cheval.
En 1934, tous les pompiers prussiens ont été subordonnés à la police, prenant l'appellation populaire Feuerlöschpolizei (police d'extinction des incendies), bien qu'ils n'aient jamais eu ce nom officiellement. En 1938, la loi sur la lutte contre l'incendie (Gesetz über das Feuerlöschwesen), tous les corps de pompiers du Reich sont devenus des troupes de police sous la tutelle directe du ministre de l'Intérieur (Reichsminister des Innern). Les pompiers professionnels sont devenus officiellement Feuerschutzpolizei (policier de protection contre l'incendie), et les corps de volontaires furent intégrés dans les troupes de police. Les véhicules de pompier, jusqu'ici rouge, devinrent vert.
Toujours en 1938, les robinetteries (tuyaux, lances, divisions) ont été changées pour correspondre aux normes du Reich ; jusqu'ici, chaque Land avait ses propres normes, ce qui empêchait une coopération entre Länder.

### Fondation des corps de pompier(Feuerwehr)
Le milieu du XIXe siècle (Biedermeier) est marqué par un désintérêt pour la politique, la constitution d'association de gymnastes et, dans les années 1850, la création des premiers corps de pompiers volontaires (Freiwilligen Feuerwehren). La plupart se nommait Freiwillige Rettungsschar (troupe de sauvetage volontaire), ou parfois, comme à Karlsruhe en 1846, Pompier-Corps.
Les volontaires s'équipaient sur leurs propres deniers, et l'équipement consistait essentiellement en un uniforme, une casquette et une paire de bottes. Les premières méthodes de lutte contre l'incendie, de logistique et les premiers appareils (comme le vaporisateur de l'ingénieur Carl Metz) se mettent en place. À Durlach, Christian Hengst était un précurseur en la matière.
L'industrialisation de la fin du XVIIIe siècle s'est accompagnée d'un accroissement des risques d'incendie, et en particulier d'incendies gigantesques, notamment en raison de la concentration d'habitations de travailleurs, alors que l'on utilisait encore des flammes nues pour se chauffer et s'éclairer.
Au début des années 1870, des entreprises fondent et financent des corps internes de pompiers volontaires pour la défense de leurs installations.
Jusqu'à la fin des années 1920, il y avait une grande diversité dans l'organisation des corps.

### Durant leNational socialisme
Le 28 décembre 1933, le gouvernement national socialiste de Prusse mit en place la Gesetz über das Feuerlöschwesen (ou FLG – Feuerlöschgesetz, loi sur la lutte contre l'incendie), qui s'appliqua à partir du 1er janvier 1934. Sur de nombreux points, cette loi constitue une avancée essentielle quant à l'harmonisation de la lutte contre l'incendie en Prusse. Mais elle s'inscrit dans la réforme de la police de 1931, et s'analyse également comme une instrumentalisation guerrière des corps de pompiers.
La loi du Reich sur la lutte contre l'incendie du 23 novembre 1938 forme la clef de voûte de l'inféodation des corps de pompiers à la police, avec la création de la Feuerschutzpolizei (police de protection contre l'incendie). Cette loi fut votée quatorze jours après la Nuit de Cristal (Kristallnacht, pogrom contre les juifs) ; on voit là tout le cynisme et la cruauté du régime nazi, votant une loi de lutte contre l'incendie alors que les ruines des synagogues sont encore fumantes. Les corps de pompiers deviennent en fait un des piliers de la défense passive (protection contre les bombardements).
Cette inféodation est caractéristique de la mainmise du pouvoir national socialiste et par le principe politique : Führerprinzip. Les décisions étaient prises par le chef, sans discussion possible de la part des subordonnés. La lutte contre l'incendie, comme tous les autres services publics, ont été préemptés par l'État policier.

### Après-guerre
Dans le domaine des pompiers comme dans les autres, les années de nazisme ont laissé un héritage amer. La protection des bâtiments restants et des nouveaux (reconstruction) s'est faite dans des conditions difficiles.

### Les pompiers de laRépublique démocratique allemande

#### Durant la constitution de la RDA
La base de l'organisation de la lutte contre l'incendie furent les ordonnances du 28 août 1949 (Brandschutzverordnung), et notamment son article 8, et celle du 15 septembre 1950. Les entreprises de la RDA devaient accorder une attention particulière au risque incendie et au maintien de la sécurité des personnes. Selon ces ordonnances, les entreprises et les unités économiques étaient responsables des meubles et immeubles, des biens publics et de la propriété privée, quelles que soient leur activité ou leur taille. On peut difficilement estimer dans quelle mesure cela fut appliqué. Le but était de protéger la création de « l'État des travailleurs et des paysans ». Le souci principal était de protéger la production contre des hypothétiques actions de sabotage.
La réglementation de septembre 1950 sur la protection contre l'incendie dans les entreprises se fit durant la première période d'aiguillage de l'économie de la RDA.
Lors de la deuxième conférence du Parti qui se déroula du 9 au 12 juillet 1952, les délégués décidèrent à l'unanimité que « la construction du socialisme [était] devenue une mission fondamentale de la République démocratique allemande ». Le 23 juillet, les Länder de la RDA furent dissous et la République fut divisée en quatorze circonscriptions (Bezirke). En parallèle, les corporations territoriales (Gebietskörperschaften) furent transformées en « organes de la puissance d'État » (Organe der Staatsgewalt), avec pour conséquence la suppression totale de l'autonomie administrative des communes et arrondissements (Landkreis), mettant ainsi en place le principe de gouvernement stalinien du « centralisme démocratique ». L'organisation de la lutte contre l'incendie fut définie en 1956 et incorporée dans l'Administration de la police populaire (Verwaltung der Deutschen Volkspolizei). À cette époque, la RDA considérait que la période révolutionnaire était encore en cours.
La première loi est-allemande de protection contre l'incendie (Brandschutzgesetz) fut publiée le 18 janvier 1956 sous le titre Gesetz zum Schutze gegen Brandgefahren (Loi de protection contre le risque incendie). Cette loi fait partie du mouvement de modernisation de la RDA, qui a marqué le deuxième plan quinquennal entre 1956 et 1960 (mécanisation et automatisation de l'industrie). C'est aussi à cette période qu'ont été planifiées et construites les premières centrales nucléaires. Cette loi de 1956 marque donc la modernisation de la lutte contre l'incendie.
Le préambule de cette loi explicite l'organisation de la lutte contre l'incendie :
- un Organisme central de lutte contre l'incendie (Zentrale Brandschutzorgane) : la direction centrale des pompiers (Hauptabteilung Feuerwehr) fait partie de l'Administration centrale de la police populaire (Hauptverwaltung Deutsche Volkspolizei) ; les corps de lutte contre l'incendie sont rattachés à l'Administration cantonale de la police populaire allemande (Bezirksbehörden Deutsche Volkspolizei), l'Inspection de la protection incendie (Brandschutzinspektionen)) et le commandement du corps des pompiers (Feuerwehrkommandos) étant sous la coupe directe de la police populaire ;
- des organismes locaux de lutte contre l'incendie (Örtliche Brandschutzorgane) comprenant : les pompiers volontaires (Freiwilligen Feuerwehren), les pompiers du contingent (Pflichtfeuerwehren) ainsi que toutes les personnes et administrations responsables ou prenant part à la lutte contre l'incendie ;
- organismes de lutte contre l'incendie en entreprise : regroupant les pompiers du travail (Berufsfeuerwehren), volontaires ou du contingent, ainsi que toutes les personnes et administrations responsables ou prenant part à la lutte contre l'incendie, des entreprises industrielles et agricoles et des administrations.

Avec cette loi, les corps communaux de pompiers du travail (kommunalen Berufsfeuerwehren), qui comprenaient alors les corps de pompiers, l'Inspection et le Commandement de la lutte contre l'incendie, ont été nationalisés.
Par cette loi, l'Organisme central de lutte contre l'incendie a été mandaté pour la protection contre le risque incendie, avec le pouvoir d'ordonner et de mettre en place toutes les mesures nécessaires afin de défendre les entreprises, les personnes et l'économie nationale contre le feu ou les dangers publics. Les devoirs et les pouvoirs étaient définis de manière floue et ambiguë, les corps de pompiers ont donc été soumis à l'arbitraire de l'autorité exécutive ; ceci est flagrant dans le cas de l'absence de définition du « danger public ». Ainsi, les pompiers ont été envoyés contre des grévistes ou des révoltes ; ils ont également été utilisés lors de la construction du Mur de Berlin à partir du 13 août 1961, afin de dégager la zone du Mur des obstacles qui pouvaient s'y trouver.
Le 14 janvier 1959 fut publiée une ordonnance sur le statut des pompiers volontaires et du contingent des Organismes locaux de lutte contre l'incendie et des Organismes de lutte contre l'incendie en entreprise ; les devoirs, la structure, les droits et les obligations des corps de pompiers ont été précisés et régulés. Des unités de catastrophe (Katastropheneinheiten) ont été constituées, prêtes à intervenir, composée d'une colonne du génie de catastrophe (Katastrophenbauzug ou Katastrophenlöschzug) et d'un groupe spécial (Spezialgruppe).
Le premier arrêté de mise en application de cette loi (Durchführungsbestimmung) fut pris le 16 janvier 1961, afin de déterminer les « responsabilités dans la lutte contre l'incendie en entreprise » („Verantwortlichkeiten im betrieblichen Brandschutz“). Il faut souligner ici que cet arrêté annonçait des dispositions spécifiques aux entreprises, avec déclaration obligatoire des risques spécifiques et le dépôt d'un plan de situation aux pompiers. Les corps de pompiers d'entreprise ayant des personnels permanents pouvaient recevoir le statut de de Commandement de corps des pompiers (Feuerwehrkommando), et donc devenir une organisation d'État. L'équipement de ces corps était alors à la charge du ministère de l'Intérieur.

#### Lutte contre l'incendie dans l'État socialiste
Lorsque Walter Ulbricht prend la direction du SED (parti unique communiste) en mai 1971, accompagné d'Erich Honecker, la RDA entre dans une nouvelle ère celle de la « société développée socialiste » ("entwickelte sozialistische Gesellschaft“). Le niveau de vie commence à s'élever et des moyens exceptionnels ont été mis en œuvre pour la modernisation de l'économie. C'est dans ce contexte de volonté de croissance économique et de sécurisation de l'économie qu'a été proclamée la loi sur la lutte contre l'incendie (Brandschutzgesetz) du 19 décembre 1974. Cette loi ne contenait aucune référence à la situation de l'époque. Au lieu de cela, l'article 1 définissait et décrivait les devoirs des lois de lutte contre l'incendie.

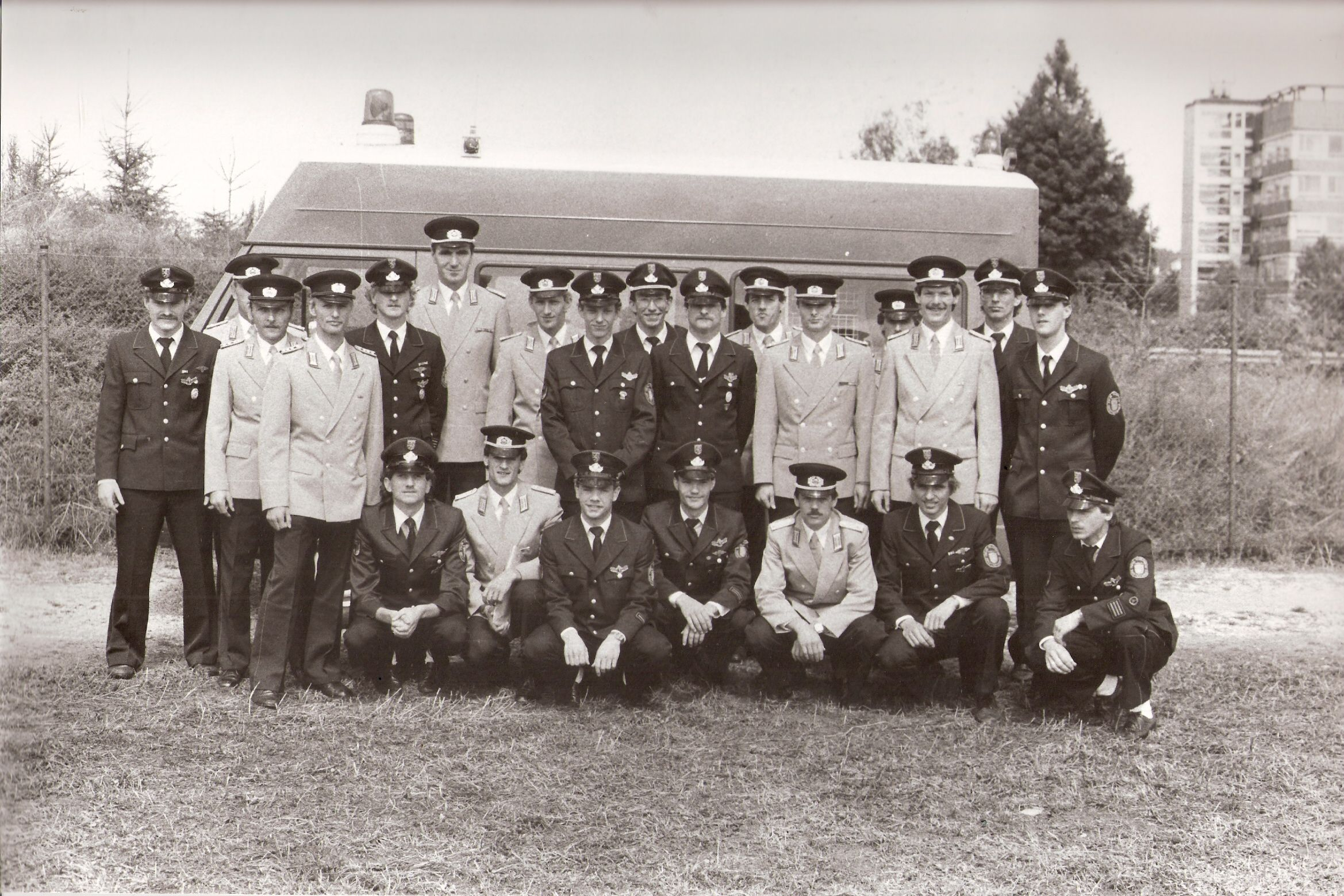
21 juillet 1985 : L'équipe nationale des sapeurs-pompiers professionnels de la RDA (uniformes clairs) et la seule équipe de compétition sportive de l'Association allemande des sapeurs-pompiers, la FF Beselich-Obertiefenbach (uniformes foncés)

Les services d'incendie de la RDA ont toujours participé avec succès aux Compétitions internationales de lutte contre les incendies de la Fédération internationale des sapeurs-pompiers (CTIF) (Olympiades des sapeurs-pompiers), organisées tous les quatre ans avec une sélection de pompiers professionnels. Lors des VIIIe Compétitions internationales de lutte contre les incendies de la CTIF, qui se sont tenues du 15 au 21 juillet 1985 à Vöcklabruck, en Autriche, une rencontre germano-allemande a eu lieu quatre avant la réunification allemande du mur de Berlin entre l'équipe de sélection de la RDA et le groupe de compétition sportive des pompiers volontaires de Beselich-Obertiefenbach, en Hesse. Les deux équipes se sont également rencontrées en route pour la cérémonie de clôture devant le stade et ont posé pour une photo unique de pompiers allemands et allemands en uniforme.

## Formation et sélection
L'aptitude à l'emploi pour les volontaires et les professionnels est déterminée par l'obtention du certificat appelé G26.3 (Berufsgenossenschaftliche Untersuchung nach Grundsatz 26.3).
Il s'agit de déterminer l'aptitude à porter un appareil respiratoire isolant (ARI), appareil d'environ 15 kg (avec la tenue de feu).
L'obligation de détenir ce certificat a été établie par la prescription n°300 pour les services d'incendie de Hambourg (FwDV 300 HH, Feuerwehr-Dienstvorschrift Hansestadt Hamburg). Cet examen a été adopté par de nombreux corps de pompiers en Allemagne.
L'examen consiste en une consultation médicale (test d'ouïe, de vue, ergométrie, test respiratoire, examen d'urine et éventuellement radiographie des poumons), les critères de qualification prenant en compte le sexe et l'âge. Le G26.3 est valable trois ans en dessous de cinquante ans, un an au-delà.
La formation à l'utilisation de l'ARI peut se faire auprès d'un organisme de secours comme un corps de pompiers ou la THW (Bundesanstalt Technisches Hilfswerk, association de sauvetage « technique » de type sauvetage-déblaiement). Seuls les pompiers âgés de plus de 18 ans peuvent porter l'ARI.
Si la personne échoue au G26.3, elle peut, dans certaines circonstances, tenter le G25 (conduite d'engin et radiotéléphonie).

## Organisation opérationnelle
Chaque personnel de l'engin-pompe se voit attribuer un rôle. Le véhicule embarque neuf personnes :
- chef d'agrès (Gruppenführer, GF) ;
- conducteur (Maschinist, Ma) ;
- téléphoniste (Melder, Me) ;
- trois groupes (Trupp) de deux (binômes).

Lors d'une extinction de feu, les binômes se répartissent comme suit :
- binôme d'attaque (Angriffstrupp, A-Trupp) : porte lance muni de son appareil respiratoire isolant ;
- binôme des tuyaux (Schlauchtrupp, S-Trupp): chargé de relier la lance à la division ;
- binôme d'alimentation (Wassertrupp, W-Trupp) : relie la division à l'engin-pompe, puis l'engin-pompe à l'hydrant.

Pour les opérations de sauvetage, les binômes se répartissent comme suit :
- binôme de sauvetage (Rettungstrupp, R-Trupp) : effectue le sauvetage — c'est également le A-trupp lors des incendies ;
- binôme de sécurité (Sicherungstrupp, S-Trupp) : sécurise la zone (balisage, coupure des énergies…) — c'est également le W-trupp lors des incendies ;
- binôme matériel (Gerätetrupp, G-Trupp) : responsable des appareils électriques (groupe électrogène) et hydrauliques (compresseurs) — c'est également le S-trupp lors des incendies.

## Statistiques
|                     | Pompiers professionnels | Pompiers du service civil | Pompiers volontaires | Pompiers d'entreprise |
| Nombre de corps     | 100                     | 2                         | env. 24 700          | 900                   |
| Nombre de personnes | env. 26 000             | ?                         | env. 1,3 million     | env. 30 000           |